# Suraju Saka
Pour les articles homonymes, voir Saka.
Suraju Saka, né le 5 mai 1976 au Nigeria, est un joueur nigérian et congolais de tennis de table.

## Biographie
Suraju Saka dispute sous les couleurs du Nigeria les Jeux du Commonwealth de 2002 à Manchester ; il y remporte la médaille d'argent par équipe.
Sous les couleurs de la République du Congo, il remporte aux Championnats d'Afrique de tennis de table 2007 à Brazzaville ainsi qu'aux Jeux africains de 2007 à Alger la médaille d'or en double mixte avec Yang Fen.
Il dispute les Jeux olympiques d'été de 2008 à Pékin où il est éliminé au premier tour par le Polonais Lucjan Błaszczyk. Médaillé de bronze en simples aux Jeux de la Francophonie 2009 à Beyrouth et médaillé de bronze par équipe aux Championnats d'Afrique de tennis de table 2010, il obtient ensuite le bronze en double messieurs avec Saheed Idowu aux Jeux africains de 2011 à Maputo.
Il participe aux Jeux olympiques de 2012, éliminé au premier tour par l'Argentin Liu Song. Aux Jeux africains de 2015 à Brazzaville, il est médaillé d'argent en double messieurs avec Saheed Udowu et médaillé de bronze par équipe. Il dispute les Jeux olympiques d'été de 2016 à Londres où il est éliminé dès le premier tour par le Portoricain Brian Afanador (en).